# Tyrannochthonius tekauriensis
Tyrannochthonius tekauriensis är en spindeldjursart som beskrevs av Brendan Moyle 1989. Tyrannochthonius tekauriensis ingår i släktet Tyrannochthonius och familjen käkklokrypare. Inga underarter finns listade i Catalogue of Life.